# Audi 100 C4
Audi 100 C4 (type 4A) var en øvre mellemklassebil, som mellem slutningen af 1990 og midten af 1994 blev bygget af Audi som fjerde og sidste generation af Audi 100.

## Modelhistorie
Audi 100 C4 (internt C4 4A) med elektrolytisk forzinket karrosseri kom på markedet i december 1990 som efterfølger for Audi 100 C3. For første gang kunne modellen fås med en nyudviklet V6-benzinmotor på 2,8 liter med variabel indsugningsmanifold og 90° mellem cylinderrækkerne med 128 kW (174 hk). Forarbejdningen var betydeligt bedre end på forgængerne. Som følge af forhold som reduktion af afstanden mellem karrosseriet og hjulene, konsekvent brug af dyrere materialer i kabinen og introduktionen af en V6-motor, hvilket i nogle år havde været standard i klassen, gik Audi med C4 et endnu større skridt i retning mod luksusklassen.
Den i oktober 1991 introducerede stationcarudgave "Avant" havde i modsætning til forgængeren en helt anderledes udformet bagende, som ud over mere bagageplads havde mindre hældende bageste sideruder. På Audi 100 C3 forårsagede denne hældning ved solindstråling en meget stærk opvarmning af kabinen, hvilket førte til megen kritik.
Den femcylindrede motor med 98 kW (133 hk) var overtaget direkte fra forgængeren. I marts 1992 kom der mellem 2,3- og 2,8-motorerne en ny V6-motor på 2,6 liter med 110 kW (150 hk). Der fandtes også to forskellige dieselmotorer begge med fem cylindre, en 2,4-liters hvirvelkammersugediesel med 60 kW (82 hk) samt en 2,5-liters turbodiesel på 85 kW (115 hk) med elektronisk styret direkte indsprøjtning (TDI), fordelerindsprøjtningspumpe med elektronisk styret mængdeindstilling samt for første gang en elektronisk luftmængdemåler. Begge motorer havde oxidationskatalysator, mens TDI'eren til NOx-reduktion ligeledes var udstyret med udstødningsgastilbageføring, styret af den elektroniske motorstyring.
Den sportslige model kom på markedet i oktober 1992 under navnet S4. Den kunne fås dels med den fra Audi 200 kendte 2,2-liters femcylinder med turbo og 20 ventiler, som efter en modifikation af tændingssystemet ydede 169 kW (230 hk), samt med den 4,2-liters V8-motor fra Audi V8. Nyt på begge modeller var introduktionen af et High Performance-bremsesystem af anden generation med 314 millimeter store bremseskiver fortil.
Med C4 lykkedes det Audi at konkurrere med BMW 5-serien og Mercedes-Benz E-klassen, mens andre øvre mellemklassebiler (Ford Scorpio, Opel Omega og Fiat Croma) måtte trækkes tilbage fra markedet.

## Sikkerhed
Det svenske forsikringsselskab Folksam vurderer flere forskellige bilmodeller ud fra oplysninger fra virkelige ulykker, hvorved risikoen for død eller invaliditet i tilfælde af en ulykke måles. I rapporterne Hur säker är bilen? er/var Audi 100 C4 samt A6 C4 klassificeret som følger:
- 1999: Mindst 50% bedre end middelbilen[2]
- 2001: Mindst 20% bedre end middelbilen[3]
- 2003: Mindst 15% bedre end middelbilen[4]
- 2005: Mindst 15% bedre end middelbilen[5]
- 2007: Mindst 20% bedre end middelbilen[6]
- 2009: Mindst 20% bedre end middelbilen[7]
- 2011: Som middelbilen[8]
- 2013: Som middelbilen[9]
- 2015: Som middelbilen[10]

## Tekniske data
|                                                | 2.0                 | 2.0 E                                       | 2.0 E 16V1                      | 2.2 Turbo (S4)                          | 2.3 E                                       | 2.6 E                                                       | 2.8 E                                                       | 4.2 (S4)               | 2.4 D              | 2.5 TDI                             |
| Byggeperiode                                   | 12/1990−7/1994      | 12/1990−7/1994                              | 1/1992−7/1994                   | 7/1991−7/1994                           | 12/1990−7/1994                              | 3/1992−7/1994                                               | 12/1990−7/1994                                              | 10/1992−6/1994         | 5/1991−7/1994      | 4/1991−7/1994                       |
| Motordata                                      |                     |                                             |                                 |                                         |                                             |                                                             |                                                             |                        |                    |                                     |
| Motorkendebogstaver                            | AAE                 | AAD, ABK                                    | ACE                             | AAN                                     | AAR                                         | ABC                                                         | AAH                                                         | ABH                    | AAS                | AAT, ABP                            |
| Motortype                                      | R4-benzinmotor      | R4-benzinmotor                              | R4-benzinmotor                  | R5-benzinmotor                          | R5-benzinmotor                              | V6-benzinmotor                                              | V6-benzinmotor                                              | V8-benzinmotor         | R5-dieselmotor     | R5-dieselmotor                      |
| Antal ventiler pr. cylinder                    | 2                   | 2                                           | 4                               | 4                                       | 2                                           | 2                                                           | 2                                                           | 4                      | 2                  | 2                                   |
| Ventilstyring                                  | OHC, tandrem        | OHC, tandrem                                | DOHC, tandrem                   | DOHC, tandrem/kæde                      | OHC, tandrem                                | 2 × OHC, tandrem                                            | 2 × OHC, tandrem                                            | 2 × DOHC, tandrem/kæde | OHC, tandrem       | OHC, tandrem                        |
| Fødesystem                                     | Monopoint           | Multipoint                                  | Multipoint                      | Multipoint                              | Multipoint                                  | Multipoint                                                  | Multipoint                                                  | Multipoint             | Hvirvelkammer      | Direkte                             |
| Trykladning                                    | –                   | –                                           | –                               | Turbolader, ladeluftkøler               | –                                           | –                                                           | –                                                           | –                      | –                  | Turbolader, ladeluftkøler           |
| Køling                                         | Vandkøling          | Vandkøling                                  | Vandkøling                      | Vandkøling                              | Vandkøling                                  | Vandkøling                                                  | Vandkøling                                                  | Vandkøling             | Vandkøling         | Vandkøling                          |
| Boring × slaglængde                            | 82,5 × 92,8 mm      | 82,5 × 92,8 mm                              | 82,5 × 92,8 mm                  | 81,0 × 86,4 mm                          | 82,5 × 86,4 mm                              | 82,5 × 81,0 mm                                              | 82,5 × 86,4 mm                                              | 84,5 × 93,0 mm         | 79,5 × 95,5 mm     | 81,0 × 95,5 mm                      |
| Slagvolume                                     | 1984 cm³            | 1984 cm³                                    | 1984 cm³                        | 2226 cm³                                | 2309 cm³                                    | 2598 cm³                                                    | 2771 cm³                                                    | 4172 cm³               | 2370 cm³           | 2460 cm³                            |
| Kompressionsforhold                            | 9,2:1               | 10,3:1                                      | 10,8:1                          | 9,3:1                                   | 10,0:1                                      | 10,0:1                                                      | 10,3:1                                                      | 10,6:1                 | 22,5:1             | 21,0:1                              |
| Maks. effekt ved omdr./min.                    | 74 kW (101 hk) 5500 | 85 kW (115 hk) 5400                         | 103 kW (140 hk) 5800            | 169 kW (230 hk) 5900                    | 98 kW (133 hk) 5500                         | 110 kW (150 hk) 5750                                        | 128 kW (174 hk) 5500                                        | 206 kW (280 hk) 5800   | 60 kW (82 hk) 4400 | 85 kW (115 hk) 4000                 |
| Maks. drejningsmoment ved omdr./min.           | 157 Nm 2750         | 168 Nm 3200                                 | 185 Nm 4500                     | 350 Nm 19502                            | 186 Nm 4000                                 | 225 Nm 3500                                                 | 245 Nm3 3000                                                | 400 Nm 4000            | 164 Nm 2400        | 265 Nm 2250                         |
| Kraftoverførsel                                |                     |                                             |                                 |                                         |                                             |                                                             |                                                             |                        |                    |                                     |
| Drivende hjul (standardudstyr)                 | Forhjul             | Forhjul                                     | Forhjul                         | Alle                                    | Forhjul                                     | Forhjul                                                     | Forhjul                                                     | Alle                   | Forhjul            | Forhjul                             |
| Drivende hjul (ekstraudstyr)                   | –                   | Alle                                        | Alle                            | –                                       | Alle                                        | Alle                                                        | Alle                                                        | –                      | –                  | –                                   |
| Gearkasse (standardudstyr)                     | 5-trins manuel      | 5-trins manuel                              | 5-trins manuel                  | 5-trins manuel                          | 5-trins manuel                              | 5-trins manuel                                              | 5-trins manuel                                              | 6-trins manuel         | 5-trins manuel     | 5-trins manuel                      |
| Gearkasse (ekstraudstyr)                       | –                   | 4-trins automatisk                          | –                               | 6-trins manuel eller 4-trins automatisk | 4-trins automatisk                          | 4-trins automatisk                                          | 4-trins automatisk                                          | –                      | –                  | 6-trins manuel                      |
| Præstationer (Limousine)4                      |                     |                                             |                                 |                                         |                                             |                                                             |                                                             |                        |                    |                                     |
| Topfart                                        | 182 km/t            | 191 km/t (188 km/t)                         | 204 km/t                        | [244 km/t] [(239 km/t)]                 | 202 km/t (199 km/t)                         | 210 km/t (208 km/t)                                         | 218 km/t (216 km/t)                                         | –                      | 167 km/t           | 195 km/t                            |
| Acceleration 0-100 km/t                        | 12,6 sek.           | 11,0 sek. (12,6 sek.) [11,4 sek.]           | 10,1 sek.                       | [6,8 sek.] [(8,3 sek.)]                 | 10,2 sek. (11,9 sek.) [10,4 sek.]           | 9,5 sek. (11,0 sek.)                                        | 8,0 sek. (9,2 sek.)                                         | –                      | 16,8 sek.          | 11,1 sek.                           |
| Brændstofforbrug pr. 100 km ved blandet kørsel | 7,8 liter Blyfri 91 | 7,8 liter (8,1 liter) [8,5 liter] Blyfri 95 | 8,4 liter [9,0 liter] Blyfri 95 | [9,5 liter] [(10,3 liter)] Blyfri 98    | 8,9 liter (9,6 liter) [9,6 liter] Blyfri 95 | 8,7 liter (9,2 liter) [10,0 liter] [(10,5 liter)] Blyfri 95 | 8,6 liter (9,2 liter) [10,0 liter] [(10,6 liter)] Blyfri 95 | –                      | 7,2 liter Diesel   | 6,7 liter 6-trins: 6,1 liter Diesel |
| Præstationer (Avant)4                          |                     |                                             |                                 |                                         |                                             |                                                             |                                                             |                        |                    |                                     |
| Topfart                                        | 175 km/t            | 184 km/t (179 km/t)                         | 196 km/t                        | [235 km/t] [(230 km/t)]                 | 194 km/t (189 km/t)                         | 203 km/t (200 km/t)                                         | 212 km/t (207 km/t)                                         | [247 km/t]             | 160 km/t           | 188 km/t                            |
| Acceleration 0-100 km/t                        | 13,1 sek.           | 11,5 sek. (13,1 sek.) [11,9 sek.]           | 10,4 sek.                       | [7,1 sek.] [(8,6 sek.)]                 | 10,5 sek. (12,2 sek.) [10,7 sek.]           | 9,8 sek. (11,3 sek.)                                        | 8,3 sek. (9,5 sek.)                                         | [6,6 sek.]             | 17,5 sek.          | 11,6 sek.                           |
| Brændstofforbrug pr. 100 km ved blandet kørsel | 8,1 liter Blyfri 91 | 7,8 liter (8,1 liter) [8,5 liter] Blyfri 95 | 8,4 liter [9,0 liter] Blyfri 95 | [10,0 liter] [(10,8 liter)] Blyfri 98   | 8,9 liter (9,6 liter) [9,6 liter] Blyfri 95 | 8,7 liter (9,2 liter) [10,0 liter] [(10,5 liter)] Blyfri 95 | 8,6 liter (9,2 liter) [10,0 liter] [(10,6 liter)] Blyfri 95 | [11,3 liter] Blyfri 98 | 7,5 liter Diesel   | 6,7 liter 6-trins: 6,1 liter Diesel |

## Afløsning af Audi 100
Omdøbningen af modelserien til Audi A6 hhv. S6 afsluttede i juli 1994 den succesfulde Audi 100-æra på grund af den nye navngivningsmetode "Audi Ax". Den oprindelige tanke om at navngive Audi-modellerne efter motorens effekt i hk (Audi F103) var i praksis allerede opgivet med C1-modellen.
Den første Audi A6 med nyt navn var en i mange detaljer teknisk modificeret og faceliftet Audi 100 C4, som under A6-navnet blev bygget frem til efteråret 1997.
Efterfølgeren kom på markedet i april 1997 under betegnelsen C5, og den derefter følgende model i foråret 2004 (Avant: 2005) som C6.